# Alois Šeda

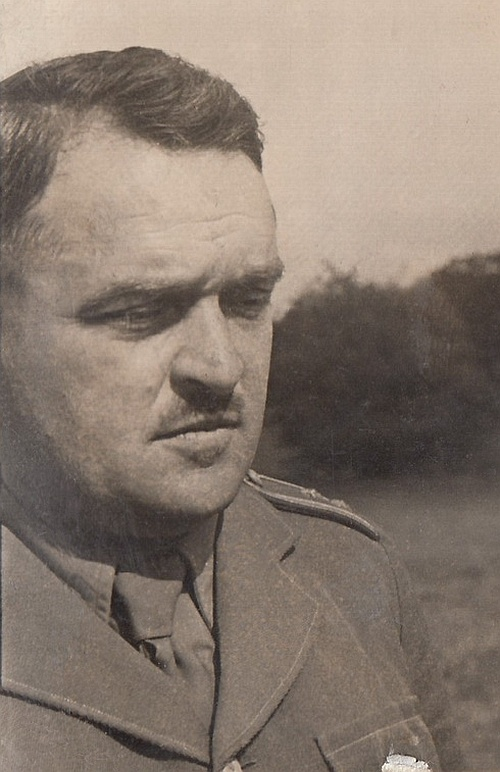
Bratr Aloise Šedy – Ferdinand Šeda (1899–1983)

Alois Šeda (15. ledna 1908 Kobylnice u Brna – 5. července 1999 Kalifornie) byl prvorepublikový důstojník československé armády, za druhé světové války příslušník československé armády v zahraničí, po druhé světové válce účastník III. (protikomunistického) odboje. 

## Život

### Studia a prvorepubliková čs. armáda
Alois Šeda se narodil 15. ledna 1908 v Kobylnici u Brna. Na Vojenské akademii v Hranicích studoval v době od října 1926 do července 1928 a následně prošel aplikační školou při Učilišti pro pěší vojsko v Milovicích. Ve funkci velitele čety u pěšího pluku 32 v Košicích sloužil od července 1929. V této době se účastnil několika odborných vojenských kurzů (horolezecký na Štrbském Plesu, zastírací v Milovicích, tělovýchovný a mravní v Praze) jakož i odborných stáží (na Škole pro důstojníky pěchoty v záloze v Uherském Hradišti; u pluku útočné vozby v Milovicích). Do hodnosti nadporučíka pěchoty byl povýšen v říjnu 1932. Na studium do Vysoké školy válečné v Praze nastoupil v listopadu 1935; v průběhu studia byl povýšen (v říjnu 1937) do hodnosti kapitána pěchoty; studium na Vysoké škole válečné ukončil úspěšně v dubnu 1938. Po skončení studia byl převelen na Slovensko ke 3. (operačnímu) oddělení štábu VI. sboru do Košic.

### Protektorát a druhá světová válka
Po vyhlášení Protektorátu Čechy a Morava (po 15. březnu 1939) došlo k rozpuštění prvorepublikové československé armády a její důstojníci byli rozmisťováni na různé civilní pracovní a řídící funkce po celém území protektorátu. Alois Šeda byl deaktivován v dubnu 1939 a přidělen k práci na Ministerstvu financí v Praze. Podařilo se mu ilegálně opustit protektorát a v listopadu 1939 se v srbském Bělehradě přihlásil do řad příslušníků československé zahraniční armády. V lednu 1940 se ve Francii stal příslušníkem 1. československé (zahraniční) divize. Jako velitel kulometné roty se zúčastnil bojů na frontě.
Po porážce Francie ve střetu s nacistickým Německem a po její kapitulaci (22. června 1940) organizoval Štábní kapitán generálního štábu Alois Šeda ilegální odjezdy uprchlíků do Velké Británie. (Alois Šeda byl totiž jedním z těch, kdo nestihli lodní transport do Anglie a v době ústupových bojů se ocitl v týlu nepřítele.) Sám Alois Šeda se v říjnu 1940 rozhodl odjet do alžírského přístavního města Oran v severní Africe (na jižním pobřeží Středozemního moře). V Oranu byl ale o měsíc později (listopad 1940) zatčen a deportován zpět do Francie. Dalším místem, kam uprchl v červnu 1941 bylo Španělsko. Tady strávil (spolu s dalšími československými důstojníky) dva a půl roku v zajateckém táboře v severo–španělském městě Miranda de Ebro, ležícím na řece Ebro, asi 80 km severovýchodně od Burgosu. Po této internaci, která skončila v lednu 1943, se mu podařilo dostat se do Anglie, kde se v březnu 1943 přihlásil do československé (zahraniční) armády ve Velké Británii. U jednotek britské armády absolvoval celou řadu kurzů a stáží. Od dubna 1944 pak sloužil na exilovém Ministerstvu národní obrany v Londýně.

### Konec války, zpět v poválečném Československu
Těsně před koncem druhé světové války (v dubnu 1945) přešel Alois Šeda ke štábu 3. armády generála George Pattona. Po skončení druhé světové války se vrátil do Československa, kde od května 1945 působil jako styčný důstojník u britského chargé d’affaires v Praze. V květnu 1945 se též dozvěděl podrobnosti o osudu své manželky Heleny Šedové a o své tchyni Marii Burdové, které byly popraveny 26. ledna 1943 v koncentračním táboře Mauthausen. Alois Šeda byl v červnu 1945 přidělen ke Hlavnímu (generálnímu) štábu československé branné moci do funkce referenta u všeobecné skupiny 1. (operačního) oddělení. V říjnu roku 1946 byl Šeda povýšen do hodnosti štábního kapitána pěchoty a byl přeložen do stavovské skupiny důstojníků generálního štábu. Následovala povýšení do hodnosti majora generálního štábu a podplukovníka generálního štábu. Od dubna 1947 pak Šeda zastupoval přednostu všeobecné skupiny 1. (operačního) oddělení generálního štábu. Ke konci roku 1947 začal přednášet (jako profesor) na Vysoké škole Válečné v Praze.

### V emigraci
Po uchopení moci komunisty v únoru 1948 byl již v dubnu 1948 odeslán na zvláštní dovolenou a nedlouho poté (ještě v dubnu 1948) uprchl z Československa do zahraničí. Spolu se svým bratrem Ferdinandem Šedou vedl Alois Šeda (krycí jméno Šubrt, resp. Louis Šubert) až do roku 1951 americkou zpravodajskou skupinu. Ve Spojených státech pak Alois Šeda vyučoval na Jazykovém institutu (ministerstva) obrany (DLI) v Monterey v Kalifornii. V 90. letech 20. století (9. června 1994) byl povýšen do hodnosti generálmajora československé armády (ve výslužbě).
Alois Šeda zemřel 5. července 1999 v Kalifornii.

## Dovětek
Rozrůstající se teritoriální a politický vliv Sovětského svazu po druhé světové válce ve východní a střední Evropě znamenal pro Západ vzrůstající potenciální nebezpečí. Podobné nebezpečí nástupu totality vnímali i někteří obyvatelé sovětizovaných zemí. Bývalý vojenský atašé (se zvláštním posláním v Praze) podplukovník Charles Katek začal v západním Německu budovat organizaci pro získávání zpravodajských informací z komunistického Československa. K vybudování sítě kurýrů a vyzvědačů přitom využil bývalé vysoké čs. štábní důstojníky, kteří po únoru 1948 opustili Československo. (obdobnou myšlenku měl i generál Sergěj Ingr – za druhé světové války ministr obrany exilové londýnské vlády.) Pod křídly tří západních velmocí nakonec vznikly zpravodajské struktury vysílající do Československa (z různých úřadoven CIC na území Německa, Rakouska a severní Itálie) během devíti let (cca do poloviny 50. let 20. století) odhadem 5 až 10 tisíc osob – tzv. kurýrů (respektive agentů–chodců), z nichž Státní bezpečnost (StB) pozatýkala jen zlomek (asi 1500 osob). V souvislosti s tím lze hovořit o tzv. III. zahraničním (protikomunistickém) odboji. Agenti–chodci na československém území budovali agenturní sítě, shromažďovali informace vojenského charakteru (např. o československém operačním plánu, o dislokaci vojsk, o vojensky důležitých transportech, o výrobě uranu, o transportu ze SSSR do Československa a naopak, o politickém a morálním stavu armády, ...) a chystali útěky některých osob z Československa (např. bývalých ministrů Prokopa Drtiny a Petra Zenkla i exprezidenta dr. Edvarda Beneše). Postupně StB zjišťovala, že „západní agenti“ se napojují na domácí odbojové struktury a mají své informátory nejen v armádních strukturách, ale i mezi členy policie a Ministerstva vnitra. Státní bezpečnost průběžně některé výzvědné skupiny sice likvidovala, ale zahraniční spojky budovaly nové zpravodajské struktury nebo přeskupovaly ty původní.

## Alois Šeda a jeho skupina
První zpravodajské skupiny čs. III. odboje byly dislokovány v okolí Frankfurtu. V jejich vedení stáli bývalí čs. důstojníci plukovník Jaroslav Kašpar-Pátý (V letech 1949 až 1955 působil ve Frankfurtu nad Mohanem jako velitel čs. vojenské zpravodajské skupiny); podplukovník Alois Šeda; bývalý obchodník s porcelánem na Kladně Václav Kubík; bývalý člen Obrany národa Jaroslav Polách; bývalý poslanec za Slovenskou demokratickou stranu dr. Michal Zibrin a další.
Skupina podplukovníka Aloise Šedy (velitel, krycí jméno Louis Šubert) a jeho bratra plukovníka Ferdinandy Šedy (zástupce velitele, krycí jméno Jan Horn) byla založena v květnu 1948 poté, co Alois Šeda vyzvedl svého synovce Rudolfa Boleslava (krycí jméno Schön) z uprchlického tábora v Bad Orbu v Hesensku. Ve zpravodajské skupině bratří Šedů působil dále nedostudovaný lékař Milan Šeda (syn Ferdinanda Šedy), již zmíněný Rudolf Boleslav a Aloisův další synovec Josef Šeda (krycí jméno Stein). Funkci řidiče zastával Aloisův švagr Slávek Štancl. První výpravu do Čech uskutečnili uprostřed června 1948 agenti–chodci Rudolf Boleslav a Josef Šeda, když využili „šumavskou cestu“ v doprovodu německého převaděče Kiliána Nowotného.